# محمد آفند
محمد آفند (زاده ۱۱ آوریل ۱۹۸۴) یک بازیکن فوتبال اهل ایران است.